# Чи Ю
Чи Ю (кит. 蚩尤) — в китайской мифологии и историческом предании великан-колдун, наследник Владыки Юга Янь-ди, оспаривавший власть над миром у Небесного владыки Хуан-ди.

## Предание
Согласно традиции, великан Чи Ю выглядел как чудовище с телом человека, шестью руками, медной головой, на которой рос длинный, острый рог, четырьмя глазами, коровьими копытами и крыльями за спиной, при помощи которых великан мог перескакивать через самые высокие горы. Едой его были камни, песок и металл. Чи Ю обладал сверхъестественной силой и умением колдовать, а также отличался необычайным искусством в изготовлении оружия, в первую очередь из железа. Появление у людей железных орудий приписывается тем знаниям, которые получили люди от Чи Ю.
После поражения Владыки Юга Янь-ди от армий Владыки Центра Хуан-ди и бегства Янь-ди на юг Чи Ю, будучи родственником Янь-ди и его единственным наследником, сам возглавил борьбу с Хуан-ди. Захватив трон Юга, он сверг солнечного бога Янь-ди, который вынужден был бежать теперь на север, сам принял имя Янь-ди, набрал огромное войско и двинул его против Хуан-ди. В войске Чи Ю были его братья-великаны, по одним сведениям — 72, по другим — 81, также шестирукие, огромные, с коровьими копытами, медной головой и железным лбом. При помощи колдовства Чи Ю привлёк на свою сторону несметное число призраков, злых духов, демонов и прочей нечистой силы, вместе с Чи Ю выступили также воинственные племена мяо, жившие на юге Поднебесной. Со своей армией Чи Ю вторгся во владения Хуан-ди и остановился на древнем поле сражений у Чжолу. Сюда же устремился со своими отрядами и Хуан-ди. Вместе с Хуан-ди сражаться против великана пришли множество диких зверей, добрых и злых духов, а также отряды подчинённых ему народов, однако силы врага были настолько велики и колдовские способности Чи Ю столь изощрённы, что сперва Хуан-ди терпел поражения. Так, Чи Ю сумел напустить на отряды врага столь густой туман, что армия Хуан-ди в нём потеряла всякую ориентировку, и при этом братья-великаны смогли нанести большой урон противнику. Спас положение находившийся при Хуан-ди старый мудрец Фэн-хоу, смастеривший своеобразный компас и выведший с его помощью войско из колдовского тумана.
Следующей уловкой Чи Ю был приказ своим оборотням, нечистым духам и призракам напустить чары на людей Хуан-ди. Злые духи принялись издавать удивительные звуки, от которых человек цепенел, утрачивал волю и рассудок. Хуан-ди, зная, что больше всего на свете эта нечисть боится драконов, повелел изготовить трубы и дудки из коровьих рогов, и трубить в них, подражая рёву летящего дракона. Услышав этот страшный рёв, нечистые духи пришли в ужас и их колдовские чары разрушились.
Среди союзников Хуан-ди были его дочь, богиня засухи Ба, дракон Инлун, повелевающий дождями, фея Сюань-нюй. Среди помощников Чи Ю — бог дождя Юй Ши и бог ветра Фэн Бо. Для того, чтобы одолеть друг друга, противники напускали на врагов ливни и засуху, использовали волшебство и магию. Чтобы лишить Чи Ю возможности летать, Хуан-ди приказал разыскать на горе посреди Восточного моря чудесного зверя Куя, снять с него шкуру и сделать из неё волшебный барабан. Палочками для него послужили кости бога грома Лэй-шэня. Когда Хуан-ди ударил костью Лэй-шэня в барабан, раздался грохот, во сто крат более сильный, чем гром. Войско Чи Ю начало разбегаться, а сам он от ужаса утратил способность летать.
Казалось бы поражение Чи Ю уже близко, однако он сумел привлечь на свою сторону могучих великанов, а также жившие на севере племена куафу, воины которого отличались исключительной физической силой. Решающую победу Небесный император сумел одержать лишь при помощи волшебства феи Сюань-нюй, показавшей ему, где расположить войска и научившей, как выковать волшебный меч, способный резать камни, как глину. Полный разгром мятежников Чи Ю довершил дракон Инлун.
Хуан-ди взял Чи Ю в плен, однако видя в нём воплощение десяти тысяч зол, приказал казнить в Чжолу. Так как было опасение, что великан во время казни сумеет воспользоваться своим колдовским мастерством и сбежит, Чи Ю отрубили голову, держа его в колодках. Затем окровавленные колодки выбросили в степи. Вскоре на месте колодок выросла кленовая роща с кроваво-красной листвой. Когда там дует ветер, то люди слышат жалобы Чи Ю на несправедливый приговор.
Согласно другой легенде, тело и голову Чи Ю после казни увезли в Шаньдун, где и захоронили раздельно в двух различных курганах — дабы тело великана не возродилось с помощью нечистой силы. В седом прошлом местные жители в десятом месяце года приносили на этих курганах жертвы духу Чи Ю. Во время этих жертвоприношений из курганов поднимался красный туман, и уходил высоко в небо. Люди называли этот туман «знаменем Чи Ю», и считали, что гнев великана из-за понесённого поражения до сих пор ещё не прошёл, чему кровавый туман является свидетельством.